# Christopher Grøndahl

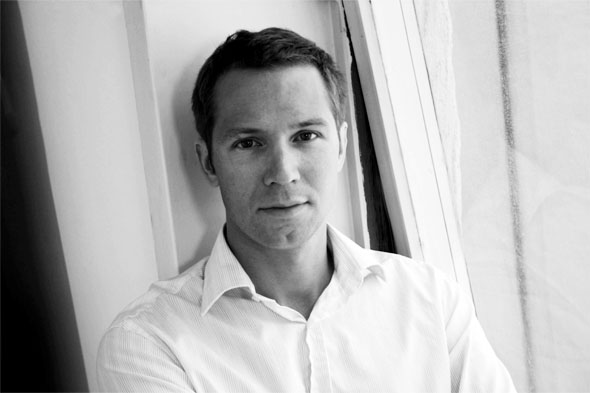
Christopher Grøndahl.

Christopher Friis-Baastad Grøndahl (född 15 november 1969 i Oslo) är en norsk författare och dramatiker. 
Det mesta av Grøndahls dramatiska produktion kan klassificeras som existentiell action. Han använder sig ofta av sci-fi-, thriller- eller actiongrepp i sina berättelser, som han kombinerar med "tyngre" existentiella teman. Radioteatrarna Tundra, Silent Winds of Blackpool och Niveanatt, skådespelen Koshatnik och Baikonur Kosmodrom samt romanen 104 är alla exempel på denna kombination av genrer.
2007 mottog Grøndahl Ibsenprisen för radioteatrarna Tundra och Silent Winds of Blackpool.
Radioteatern Niveanatt, som var planerad att sändas hösten 2001, fick senareläggas på grund av terrorattentatet 11 september. Den handlar om att Norge invaderas av USA efter att någon sprängt den amerikanska ambassaden i luften.

## Verkförteckning

### Romaner
- Den sjette søvn, roman Aschehoug (1998)
- Poppel, roman Aschehoug (2000)
- 104, roman Aschehoug (2006)

### Filmmanus
- Villmark, spelfilm (baserad på en historia av Pål Øie) (2003)
- Giganten, helkvällsdokumentär (tillsammans med Hallvard Bræin och Arne B. Rostad) (2005)
- Nokas, spelfilm (2010)

### Radioteatrar
- Niveanatt NRK Radioteatret P2/P3 (2001). Utgiven som bok på Solum förlag.
- Risk NRK Radioteatret P2 (2003). Vann Prix Europa för bästa europeiska radioteater i oktober 2003. Utgiven som bok på Solum förlag.
- Silent Winds of Blackpool, NRK Radioteatret P2 (2006). Utgiven som bok på Solum förlag.
- Tundra, NRK Radioteatret P2 (2006). Utgiven som bok på Solum förlag.

### Skådespel
- Baikonur Kosmodrom, DUS - Den Unge Scenen (2005) Utgiven som bok på Transit Forlag.
- Koshatnik, helkvällsskådespel, Studentteatret Chateau Neuf (2006).

### Andra verk
- Ayatollah Highway, reseskildring från Iran (tillsammans med Arne Svingen) (2002).

## Priser och utmärkelser
- Ibsenpriset 2007
- Amanda 2011